# ノリタケスーパーアブレーシブ
株式会社ノリタケスーパーアブレーシブは、かつて存在した福岡県久留米市に本社を置くダイヤモンド・立方晶窒化ホウ素（CBN）製工具のメーカー。
社名のアブレーシブ（Abrasive）は「研磨材」という意味である。
ノリタケカンパニーリミテド（現・ノリタケ）の子会社であり、1973年（昭和48年）にノリタケダイヤ株式会社として設立された。ノリタケボンデッドアブレーシブやノリタケコーテッドアブレーシブなどと共にノリタケグループの工業機材部門を担当していたが、2011年（平成23年）4月1日をもってノリタケカンパニーリミテドに合併された。

## 沿革

### 本社工場建設まで
日本陶器株式会社（後のノリタケカンパニーリミテド、現・ノリタケ）は工業用砥石の製造・販売を古くから行なっており、その傍ら研削材としてダイヤモンド工具を求める顧客には他社製品を仕入れて販売していた。その需要がさらに高まったため1971年（昭和46年）11月25日に京都ダイヤモンド工業に出資・提携し、翌12月1日からノリタケブランドでの製造・販売を開始した。しかし後発メーカーである事などから販売は伸びず、将来有望と判断したダイヤモンドホイール製造への参入を決め、1972年（昭和47年）2月に京都ダイヤモンド工業の敷地内にホイール工場を建設した。
ダイヤモンド工具製造のノウハウが乏しいため日本陶器は海外企業との技術提携を模索し、イギリスのJ.K.スミット社と合意して、同社との共同出資で1973年（昭和48年）9月1日にノリタケダイヤ株式会社を設立した。なお、この際に京都ダイヤモンド工業にも出資を打診したが同意せず、資本関係を解消するとともに敷地内の工場は2年で撤退することになった。
1973年（昭和48年）10月に第一次オイルショックが起きたため新工場の選定では電力会社からの電力供給が課題となり、問題の少なかった福岡県浮羽郡（現・久留米市）に本社工場を建設し1975年（昭和50年）7月に竣工した。また、砥石の成型などに使うドレッサについては外部の技術者と契約して技術協力を仰いでいたが、1975年（昭和50年）2月10日にこの技術者らによってクイーンダイヤ株式会社が京都市に設立され、引き続き協力関係を結んでいる。

### 株式会社ノリタケスーパーアブレーシブへ
1977年（昭和52年）に開発したプレス一体成型のダイヤモンドカッターはチップの飛散が少ないことなどから工具メーカーへの売上が好調であった。1975年（昭和50年）には従来小型製品の生産に用いられていたメッキ法を大型のダイヤモンドホイールに用いる製法を開発している。また、1980年（昭和55年）に生産を開始したコンクリート切断用のダイヤモンドブレードは土木用ダイヤモンド工具大手の日本フレキ産業に採用され、アメリカでも反響を呼んだ。
1980年（昭和55年）12月にノリタケダイヤと日本陶器が出資し、クイーンダイヤ株式会社はノリタケグループの一員となった。同社の業績はその後も伸び、業務拡大のため1985年（昭和60年）からはノリタケダイヤから向日市の工場を借りている。また、1988年（昭和63年）に開発した砥粒の交換が不要なドレッサはメンテナンスが容易なことからヒット商品となった。
ノリタケダイヤは1986年（昭和61年）にベアリング用の精密で寿命の長い研磨板を開発し、半導体原料のシリコンを切断するウェハー用ブレードの生産も同年に始めた。さらに1987年（昭和62年）に石材用、翌1988年（昭和63年）にはコンクリート用のワイヤーソーを開発するなど商品開発力が向上するとともに、生産面でもプレス一体成型のラインを自動化するなどの成果を上げて業績は向上していった。
また1980年代後半のファインセラミックス新素材の開発を受けて、1990年代前半には鏡面研削用の微細粒ホイールや耐熱性・剛性にすぐれたホイールなどを商品化している。1996年（平成8年）には第六工場を建設し、これに合わせて本社工場内の装置などの再配置を行なっている。
2002年（平成14年）4月1日にノリタケダイヤは社名を現在の株式会社ノリタケスーパーアブレーシブに変更し、この際にノリタケカンパニーリミテドからCBN砥石などの製造工場を移管した。また、同日クイーンダイヤも株式会社ノリタケスーパードレッサーに社名を変更している。
2011年（平成23年）4月1日に、ノリタケボンデッドアブレーシブとともにノリタケカンパニーリミテドに合併された。

## 工場
- 本社工場（第1-6工場）：久留米市、1975年（昭和50年）に建設
- 神守工場：愛知県津島市、1980年（昭和55年）に建設
- 名古屋工場：名古屋市西区
- 夜須工場：福岡県朝倉郡